# Gimnazjum w Lesznie
Gimnazjum w Lesznie (także Szkoła w Lesznie) – szkoła gimnazjalna w Lesznie działającą w latach 1565–1792 w okresie Rzeczypospolitej Obojga Narodów.

## Historia
W Lesznie już od XVI wieku edukację na średnim poziomie realizowało gimnazjum, założone w 1565 przez Rafała Leszczyńskiego (1526–1592). Kolejny właściciel Leszna, Andrzej Leszczyński (1559–1606), starając się uczynić z niej ważną regionalną uczelnię zaangażował się w rozpropagowanie szkoły. Szkoła zreformowana została w 1624 przez starostę radziejowskiego Rafała Leszczyńskiego (1579–1636). Najbardziej znana jest z działalności edukacyjnej braci czeskich. Od 1548 uciekali oni przed prześladowaniami religijnymi Habsburgów z Czech do Rzeczypospolitej Obojga Narodów, która oferowała im wolność wyznania. Rozgłos gimnazjum przyniosła działalność oraz prace Jana Ámosa Komenskiego i Jana Jonstona.